# Tyson Holly
Tyson Holly (Cormac, Ontario, 1976. szeptember 8. –) kanadai profi jégkorongozó.

## Pályafutása
Komolyabb karrierjét a Northern Michigan University-n kezdte 1996-ban. Az egyetemen négy évig tanult és játszott. A National Hockey League-ben nem drafolták és nem is játszott. Az egyetem elvégzése után a felnőtt pályafutását az ECHL-es New Orleans Brassban kezdte meg 2000 végén, majd szezon közben a szintén ECHL-es Pensacola Ice Pilotsba került. 2001 és 2003 között az ECHL-es Augusta Lynxben játszott. A szezon után visszavonult. Rokona a profi jégkorongozó Corey Fosternek és a szintén profi Brian Tosh-nak.